# Molliens-au-Bois
Molliens-au-Bois is een gemeente in het Franse departement Somme (regio Hauts-de-France) en telt 326 inwoners (1999). De plaats maakt deel uit van het arrondissement Amiens.

## Geografie
De oppervlakte van Molliens-au-Bois bedraagt 7,3 km², de bevolkingsdichtheid is 44,7 inwoners per km².
De onderstaande kaart toont de ligging van Molliens-au-Bois met de belangrijkste infrastructuur en aangrenzende gemeenten.

## Demografie
Onderstaande figuur toont het verloop van het inwonertal (bron: INSEE-tellingen).